# Le Corsaire rouge (film)
Ne doit pas être confondu avec Le Corsaire rouge.
Pour plus de détails, voir Fiche technique et Distribution.
Le Corsaire rouge (The Crimson Pirate) est un film américano-britannique réalisé par Robert Siodmak, sorti en 1952.

## Synopsis
Dans les Antilles, le capitaine Vallo, un corsaire, arraisonne un bateau rempli d’armes et de munitions qu’il veut vendre à El Libre, un rebelle. Ce dernier a une fille, Consuelo. Vallo décide contre l’avis de ses hommes, d’épouser la cause rebelle contre l'Espagne, puis Consuelo.

## Fiche technique
- Titre : Le Corsaire rouge
- Titre original : The Crimson Pirate
- Réalisation : Robert Siodmak
- Réalisateur 2e équipe : Vernon Sewell
- Assistant-réalisateur : Gus Agosti
- Scénario : Roland Kibbee
- Photographie : Otto Heller
- Montage : Jack Harris
- Musique : William Alwyn
- Direction artistique : Paul Sheriff
- Costumes : Marjorie Best (pour Nick Cravat et Burt Lancaster) et Margaret Furse
- Producteur : Harold Hecht, Burt Lancaster
- Producteur associé : Norman Deming
- Directeur de production : Terry Hunter
- Société de production : Norma Productions
- Société de distribution : Warner Bros
- Pays d’origine :  États-Unis |  Royaume-Uni
- Langue : Anglais américain
- Budget : 1 850 000  US $ (estimation)
- Format : Couleur (Technicolor) — 35 mm — 1,37:1 — Son : Mono (RCA Sound System)
- Genre : Comédie dramatique, Film d'aventure, Film d'action
- Durée : 105 minutes (1 h 45)
- Dates de sortie :
  -  États-Unis : 27 août 1952 (New York, première)  | 27 septembre 1952 (sortie nationale)
  -  Canada : 27 octobre 1952
  -  Allemagne de l'Ouest : 25 décembre 1952
  -  Royaume-Uni : 26 décembre 1952
  -  Italie : 11 février 1953
  -  Belgique : 13 mars 1953
  -  France : 26 août 1953

## Distribution
- Burt Lancaster (VF : Raymond Loyer) : Capitaine Vallo dit le Corsaire rouge
- Nick Cravat : Ojo
- Eva Bartok (VF : Françoise Gaudray) : Consuelo
- Torin Thatcher (VF : Marcel Raine) : Humble Bellows
- James Hayter (VF : Émile Drain) : Professeur Elie Prudence
- Leslie Bradley (V.F: Maurice Dorléac) : Le baron Don José Gruda
- Margot Grahame (V.F: Lita Recio) : Bianca
- Noel Purcell  (V.F: Raymond Destac) : Pablo Murphy
- Frederick Leister  (V.F: Henry Valbel) : Sebastian « El Libre »
- Christopher Lee  (V.F: René Arrieu) : Joseph
- Dana Wynter : La Señorita
- Eliot Makehan (V.F: Georges Hubert) : Gouverneur
- Charles Farrell (V.F: Jean Berton) :Poison paul

## Autour du film
- Le scénario était écrit par Waldo Salt au départ mais il fut dénoncé comme communiste, son scénario fut donc déchiré.
- Il s'agit du troisième film produit par la société de Burt Lancaster dont ce fut un projet personnel[1].
- Burt Lancaster retrouve pour la troisième fois le réalisateur Robert Siodmak avec qui il avait débuté dans Les tueurs en 1946[1].
- La scène où Lancaster voltige dans les voilures au début du film a été réalisée sans doublure[1].
- Cette même scène a été utilisée et détournée à plusieurs reprises dans le court-métrage Ça Détourne
- Une autre scène du film a été utilisée au début du film La Classe Américaine pour la conversation entre Georges Abitbol et José
- Burt Lancaster retrouve ici Nick Cravat qui fut son partenaire de cirque. Le rôle de Cravat dans le film est muet car sa voix fut jugée inutilisable à l'écran[1].
- Il s'agit du tout premier film diffusé dans l'émission La Dernière Séance présentée par Eddy Mitchell.
- Une scène du film peut être aperçue dans le film Le Mystère von Bülow avec Jeremy Irons.